# Corringham (Lincolnshire)
Corringham – wieś w Anglii, w hrabstwie Lincolnshire, w dystrykcie West Lindsey. Leży 23 km na północny zachód od Lincoln i 215 km na północ od Londynu.
W 2001 miejscowość liczyła 430 mieszkańców.